# Tropidia incerta
Tropidia incerta är en tvåvingeart som beskrevs av Keiser 1971. Tropidia incerta ingår i släktet eldblomflugor, och familjen blomflugor.
Artens utbredningsområde är Madagaskar. Inga underarter finns listade i Catalogue of Life.